# Église Saint-Sulpice-et-Saint-Antoine de Veuilly-la-Poterie
Pour les articles homonymes, voir Église Saint-Sulpice et Église Saint-Antoine.
L'église Saint-Sulpice-et-Saint-Antoine est une église située à Veuilly-la-Poterie, en France.

## Localisation
L'église est située sur la commune de Veuilly-la-Poterie, dans le département de l'Aisne.

## Protection
Le monument est classé au titre des monuments historiques en 1919.

## Description

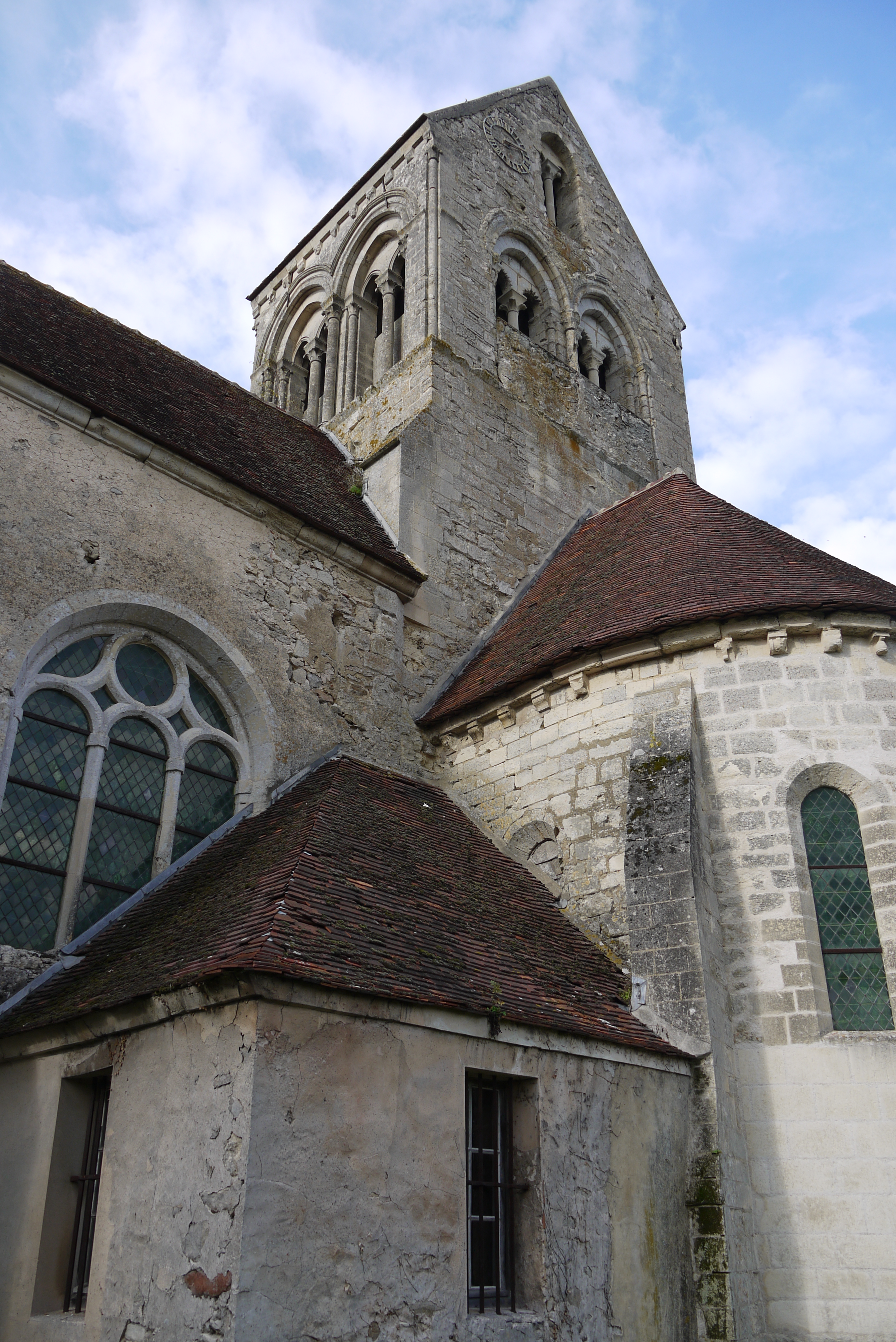
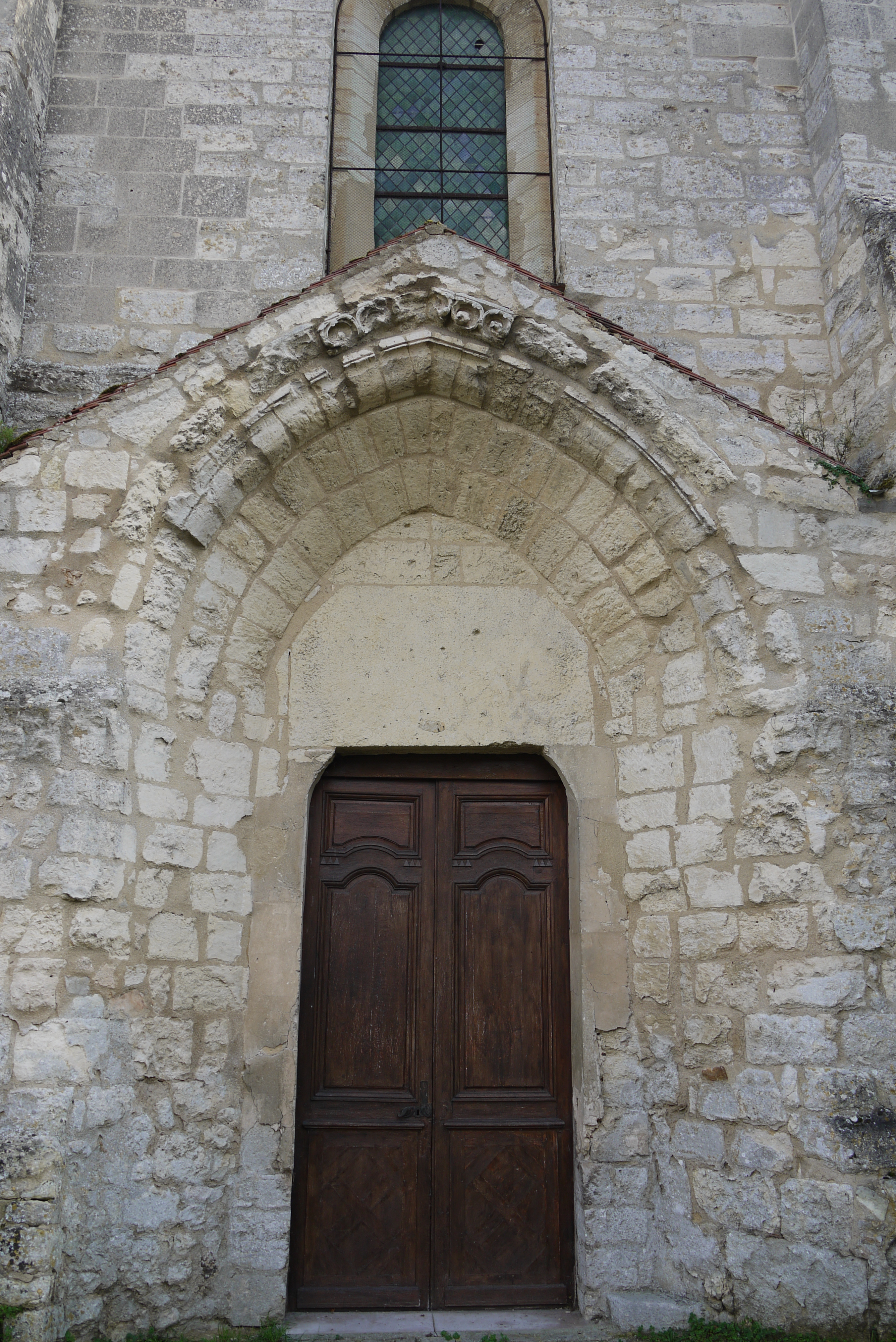